# 翁塔尔维利亚
翁塔尔维利亚，是西班牙卡斯蒂利亚-莱昂塞戈维亚省的一个市镇。 总面积38平方公里，总人口390人（2001年），人口密度10人/平方公里。